# Stefan Thungren
Stefan Olof Thungren, född 24 augusti 1973, är en svensk journalist samt krönikör och kritiker på Svenska Dagbladet. 
Tillsammans med illustratören Pelle Forshed gör han den tecknade serien Stockholmsnatt, som har publicerats i Svenska Dagbladet sedan 2005. Seriealbumen This is Stockholm, Stockholmsnatt och Stockholmsnatt 3 släpptes 2008, 2010 och 2012 på Kartago förlag. I samlingsvolymen Tio år med Stockholmsnatt från 2015 ingår den fjärde delen i serien.